# Лінгл
Лінгл (англ. Lingle) — місто (англ. town) в США, в окрузі Гошен штату Вайомінг. Населення — 403 особи (2020).

## Географія
Лінгл розташований за координатами 42°8′19″ пн. ш. 104°20′46″ зх. д. / 42.13861° пн. ш. 104.34611° зх. д. (42.138665, -104.346105).  За даними Бюро перепису населення США в 2010 році місто мало площу 0,81 км², уся площа — суходіл.

## Демографія
Згідно з переписом 2010 року, у місті мешкало 468 осіб у 204 домогосподарствах у складі 138 родин. Густота населення становила 580 осіб/км².  Було 217 помешкань (269/км²).
Расовий склад населення:
| - 97,4 % — білих - 0,4 % — корінних американців - 0,2 % — чорних або афроамериканців - 1,3 % — осіб інших рас |

До двох чи більше рас належало 0,6 %. Частка іспаномовних становила 3,0 % від усіх жителів.
За віковим діапазоном населення розподілялося таким чином: 24,1 % — особи молодші 18 років, 56,7 % — особи у віці 18—64 років, 19,2 % — особи у віці 65 років та старші. Медіана віку мешканця становила 43,9 року. На 100 осіб жіночої статі у місті припадало 77,3 чоловіків;  на 100 жінок у віці від 18 років та старших — 85,9 чоловіків також старших 18 років.
Середній дохід на одне домашнє господарство  становив 55 349 доларів США (медіана — 50 577), а середній дохід на одну сім'ю — 60 903 долари (медіана — 56 875). Медіана доходів становила 40 357 доларів для чоловіків та 33 409 доларів для жінок. За межею бідності перебувало 17,7 % осіб, у тому числі 20,2 % дітей у віці до 18 років та 9,9 % осіб у віці 65 років та старших.
Цивільне працевлаштоване населення становило 315 осіб. Основні галузі зайнятості: освіта, охорона здоров'я та соціальна допомога — 18,1 %, публічна адміністрація — 16,8 %, роздрібна торгівля — 14,0 %, мистецтво, розваги та відпочинок — 14,0 %.
За даними перепису 2000 року,
на території муніципалітету мешкало 510 людей, було 210 садиб та 140 сімей.
Густота населення становила 635,2 осіб/км². Було 234 житлових будинків.
З 210 садиб у 28,1% проживали діти до 18 років, подружніх пар, що мешкали разом, було 57,6 %,
садиб, у яких господиня не мала чоловіка — 6,2 %, садиб без сім'ї — 32,9 %.
Власники 28,6 % садиб мали вік, що перевищував 65 років, а в 11,4 % садиб принаймні одна людина була старшою за 65 років.
Кількість людей у середньому на садибу становила 2,43, а в середньому на родину 2,98.
Середній річний дохід на садибу становив 33 235 доларів США, а на родину — 38 036 доларів США.
Чоловіки мали дохід 30 313 доларів, жінки — 22 500 доларів.
Дохід на душу населення був 16 559 доларів.
Приблизно 4,0 % родин та 9,4 % населення жили за межею бідності.
Серед них осіб до 18 років було 4,7 %, і понад 65 років — 13,2 %.
Середній вік населення становив 40 років.